# Митьо Печевски
Митьо Печевски е български географ, учител и унивесритетски преподавател, доцент в Софийския университет.

## Биография
Роден е през 1912 г. в Угърчин. Завършва в Софийския университет, след което е учител по география в Плевен, Угърчин и София. От 1950 г. е университетски преподавател, а от 1960 г. е доцент по методика на обучението по география в Софийския университет. Почива през 1986 г.
Автор е на няколко издания на „Методика на обучението по география“. Последното му издание е от 1965 г.